# Maoko Takashima
Maoko Takashima (japanisch 髙島 真織子 Takashima Maoko; * 7. Juli 1999) ist eine japanische Leichtathletin, die sich auf den Dreisprung spezialisiert hat.

## Sportliche Laufbahn
Erste internationale Erfahrungen sammelte Maoko Takashima im Jahr 2023, als sie bei den Asienmeisterschaften in Bangkok mit einer Weite von 13,63 m den vierten Platz im Dreisprung belegte. Anschließend startete sie bei den Weltmeisterschaften in Budapest und schied dort mit 13,34 m in der Qualifikationsrunde aus. 2025 siegte sie mit 13,66 m beim Seiko Golden Grand Prix und wurde bei den Asienmeisterschaften in Gumi mit 13,64 m Vierte.

## Persönliche Bestleistungen
- Weitsprung: 6,21 m (−0,9 m/s), 31. Juli 2022 in Fukuoka
- Dreisprung: 13,83 m (+1,6 m/s), 30. März 2024 in Fukuoka